# Сивашик
Сива́шик — часть Приазовского национального природного парка (с 2010 года), ландшафтный заказник общегосударственного значения (1996—2010 года), расположенный на территории Акимовского района (Запорожская область, Украина). Заказник создан 20 августа 1996 года. Площадь — 2 800 га. Управляющая организация заказника —  Министерство экологии и природных ресурсов Украины, ранее Атманайский сельсовет.

## История
Согласно Указу Президента Украины Леонида Кравчука от 10.03.1994 года № 79/94 («Про резервування для наступного заповідання цінних природних територій»), Сивашик вошёл с Список ценных природных территорий, что резервируются для первоочередной организации в 1994-1996 годах новых и расширения существующих объектов ПЗФ общегосударственного значения.
Ландшафтный заказник общегосударственного значения был создан Указом Президента Украины Леонида Кучмы от 20 августа 1996 года №715/96. Заказник вошёл в состав (заповедной и хозяйственной зон) Приазовского национального природного парка, созданного 10 февраля 2010 года Указом Президента Украины Виктора Ющенко №154/2010.

## Описание
Заказник создан с целью охраны, сохранения, возобновления и рационального использования природных комплексов северо-западного побережья Азовского моря. 
Занимает акваторию Сиваша — залив (озеро) Утлюкского лимана Азовского моря — с впадающими балками и рекой Атманай (их устьями) и прибрежной полосой — на территории Атманайского сельсовета за границами населенных пунктов, что западнее пгт Кирилловка. Юго-западнее (Утлюкский лиман) расположена хозяйственная зона Приазовского НПП.

## Природа
Ландшафт представлен водно-болотными угодьями и степной растительностью. Лиман является местом гнездования и миграции множества птиц. 